# Monika Schnarre
Monika Schnarre (Scarborough, 27 de maio de 1971) é uma modelo, atriz, apresentadora de televisão e corretora imobiliária canadense. É a primeira supermodelo do Canadá. Depois de lutar contra a infertilidade, Monika conseguiu ter um filho. No mundo dos jogos eletrônicos, ela ficou famosa como a Tenente Oxanna Kristos no jogo Command and Conquer: Tiberian Sun.

## Carreira
Em 1986, aos 14 anos, Monika venceu o concurso "Supermodelo do Mundo" da Ford Models, tornando-se a modelo mais jovem a vencer. Ela apareceu na capa da Vogue americana e na edição de trajes de banho da Sports Illustrated. Em 1989, ela escreveu um livro sobre suas experiências como modelo intitulado Monika: Between You and Me.
Ela se tornou atriz, aparecendo em mais de 50 papéis no cinema e na televisão, incluindo The Bold and the Beautiful e Beastmaster, e fez participações especiais em Beverly Hills 90210, Andromeda, Caroline in the City, The King of Queens e Cracked. Schnarre também fez vários filmes, com papéis em Love on the Side, Waxwork II: Lost in Time e Junior. Ela interpretou a Tenente Oxanna Kristos no vídeo game Command & Conquer: Tiberian Sun, de estratégia em tempo real (RTS), como a oficial de inteligência e braço direito do Comandante Anton Slavik da facção vilã, a Irmandade de Nod.
Schnarre estudou jornalismo televisivo na Universidade da Califórnia em Los Angeles, e foi coapresentadora do Celebrity RSVP, um programa de notícias de entretenimento canadense. Ela também foi correspondente convidada no etalk e no ET Canada. Durante a pandemia de COVID-19, Schnarre tornou-se uma agente imobiliária licenciada e juntou-se ao escritório de Collingwood, em Ontário, parte da imobiliária de luxo Engel &amp; Völkers.

## Vida pessoal
Monika Schnarre nasceu em uma família de ascendência alemã. Seu pai imigrou para o Canadá em 17 de junho de 1956, sem dinheiro e sem falar inglês. Sua mãe, Pauline, nasceu na Baviera. Monika teve uma irmã, Doreen, e um irmão, Rick, e frequentou o Woburn Collegiate Institute para obter seu diploma e se formou com honras. Depois disso, ela se mudou para a Califórnia aos 18 anos para seguir carreira como atriz.
Ela se casou com o corretor imobiliário Storey Badger em 2010, e posteriormente se divorciou em 2017. Seu filho, Bode, nasceu em 8 de maio de 2013. Seu livro favorito é A Tenda Vermelha, de Anita Diamant, um romance histórico narrado em primeira pessoa sobre o judaísmo antigo a partir da perspectiva feminina. Ao tornar-se mãe, mudou-se para Collingwood de modo a ter uma vida mais rural - "Pensei que seria um bom lugar para criar um filho". Seus hobbies incluem hiking e caiaque. Entre trabalhos como atriz, ela ganhava a vida reformando casas. Em 2008, Monika se tornou embaixadora da campanha Women Build ("mulheres constroem", em tradução livre), da Habitat para a Humanidade; missão que assumiu de modo a inspirar mulheres a se sentirem confortáveis e confiantes com ferramentas.

## Filmografia

### Filme
| Ano  | Título                    | Personagem           | Notas                        |
| ---- | ------------------------- | -------------------- | ---------------------------- |
| 1991 | The Death Merchant        | Amanda               |                              |
| 1991 | Fearless Tiger            | Ashley               | Vídeo                        |
| 1992 | Waxwork II: Lost in Time  | Sarah Brightman      |                              |
| 1993 | Warlock: The Armagedom    | Modelo               |                              |
| 1994 | Bulletproof Heart         | Laura                | Também conhecido como Killer |
| 1994 | Júnior                    | Enfermeira Angelical |                              |
| 1997 | The Peacekeeper           | Jane Cross           |                              |
| 1998 | Sanctuary                 | Colette Fortier      |                              |
| 2001 | Turbulence 3: Heavy Metal | Érica Black          | Vídeo                        |
| 2001 | Vegas, City of Dreams     | Jéssica Garrett      |                              |
| 2001 | Snowbound                 | Liz Bartlett         |                              |
| 2004 | Love on the Side          | Linda Avery          |                              |

### Televisão
| Ano       | Título                          | Personagem                    | Notas                                         |
| --------- | ------------------------------- | ----------------------------- | --------------------------------------------- |
| 1989      | Friday the 13th: The Series     | Sandy Thomerson               | Episódio: "Face of Evil"                      |
| 1990      | Friday the 13th: The Series     | Lisa Caldwell                 | Episódio: "Epitaph for a Lonely Soul"         |
| 1991      | Designing Women                 | Senhorita                     | Episódio: "Fore!"                             |
| 1991      | DEA                             | Modelo                        | Episódio: "White Lies"                        |
| 1991      | Tropical Heat                   | Jenny Shipman                 | Episódio: "This Year's Model"                 |
| 1994      | Boogies Diner                   | Zoya                          | Série de televisão                            |
| 1994      | The Bold and the Beautiful      | Ivana Vanderveld              | Série de televisão                            |
| 1996      | Ed McBain's 87th Precinct: Ice  | Augusta Blair                 | Telefilme                                     |
| 1995–1996 | Beverly Hills, 90210            | Elle                          | Papel recorrente (4 episódios)                |
| 1997      | The Adventures of Sinbad        | Alana                         | Episódio: "Isle of Bliss"                     |
| 1997      | Silk Stalkings                  | Kristin Campbell              | Episódio: "Pretty in Black"                   |
| 1997      | Dead Fire                       | Kendall Black                 | Telefilme                                     |
| 1997      | Breaker High                    | Paprika                       | Episódio: "Silence of the Lamborghini"        |
| 1997      | Team Knight Rider               | Dra. Magda Matleonski         | Episódio: "The 'A' List"                      |
| 1998      | Dead Man's Gun                  | Ann Talbot                    | Episódio: "The Gambler"                       |
| 1998      | The New Addams Family           | Melinda Carver                | Episódio: "Fester's Punctured Romance"        |
| 1998      | Welcome to Paradox              | Bio-Rob / Dorothy Duncan      | Episódio: "Acute Triangle"                    |
| 1998      | Night Man                       | Zentare                       | Episódio: "It Came from Out of the Sky"       |
| 1999      | Night Man                       | Zentare                       | Episódio: "Scent of a Woman"                  |
| 1999      | Earth: Final Conflict           | Pearl Bell                    | Episódio: "Second Chances"                    |
| 1999      | Total Recall 2070               | Marissa Lett / Rachel Vespers | Episódio: "Allure"                            |
| 1999      | Command & Conquer: Tiberian Sun | Tenente Oxanna Kristos        | Vídeo game                                    |
| 1999      | The New Addams Family           | Mulher-foguete                | Episódio: "Fester the Marriage Counselor"     |
| 1999      | First Wave                      | Harlie Daniels                | Episódio: "The Heist"                         |
| 1999–2002 | BeastMaster                     | A Feiticeira                  | Papel recorrente (29 episódios)               |
| 2000      | Caroline in the City            | Lisa                          | Episódio: "Caroline and Joanie and the Stick" |
| 2000      | Code Name: Eternity             | Claire Lloyd                  | Episódio: "Making Love"                       |
| 2000      | Hollywood Off-Ramp              | Desconhecida                  | Episódio: "Model Behavior"                    |
| 2001      | Andromeda                       | Tenente Jill Pearce           | Episódio: "The Mathematics of Tears"          |
| 2002      | Just Cause                      | Devin                         | Episódio: "Making News"                       |
| 2003      | Charmed                         | Jenna                         | Episódio: "Lucky Charmed"                     |
| 2003      | The King of Queens              | Uli                           | Episódio: "Clothes Encounter"                 |
| 2004      | Mutant X                        | Riley Morgan                  | Episódio: "The Prophecy"                      |
| 2005      | Andromeda                       | Marida                        | Episódio: "The Opposites of Attraction"       |
| 2006      | Underfunded                     | Juliette Glickman             | Telefilme                                     |
| 2016      | Saving Hope                     | Caroline                      | Episódio: "Can't You Hear Me Knocking?"       |
| 2022      | Canada's Drag Race              | Ela mesma                     | Jurada convidada (1 episódio)                 |